# Félix Lelant
Félix Lelant, né le 5 mars 1890 à Montoir-de-Bretagne (Loire-Inférieure) et mort le 10 juin 1957 à Niort (Deux-Sèvres), est un homme politique français.

## Biographie
Félix Lelant nait au sein d'une famille nombreuse modeste de Loire-Atlantique. Après son service militaire au 111e régiment d'infanterie, il fait la guerre de 1914-1918, combat à Verdun et reçoit la médaille militaire et la Croix de guerre avec palme. Après la guerre, il est enseignant, épouse une Niortaise et devient minotier.

### Pendant la Seconde Guerre mondiale
À Niort, il va avoir pendant la Seconde Guerre mondiale une action très forte au service des habitants, sous le couvert du Gouvernement de Vichy qui l'a nommé en février 1941 conseiller municipal de Niort. Il devient adjoint du maire Émile Panou et peut aider activement une population dans la souffrance, notamment en établissant un grand nombre de fausses cartes d'alimentation. Il est vice-président du Bureau de bienfaisance, président du Comité de Niort des prisonniers de guerre, délégué adjoint départemental du comité central d'assistance aux prisonniers de guerre, secrétaire départemental de la Croix-Rouge.
Ces fonctions officielles lui servent de couverture pour son activité de Résistance. Il aide ainsi des aviateurs anglais, des juifs, des communistes, des réfugiés. Cette activité de plus en plus importante et une réputation de gaulliste entraînent son arrestation par la Gestapo à deux reprises en 1942 mais il est libéré faute de preuves. En juin 1944, il est pris dans une rafle de la Gestapo et envoyé en déportation. Il part de Compiègne le 15 juillet 1944 dans le convoi I.267, pour le camp de Neuengamme où il joue un rôle important pour soutenir le moral des détenus, en organisant l'Académie de Neuengamme qui réussit à donner des cours dans le camp. Il est ensuite déporté au camp de concentration de Theresienstadt puis à celui de Brezany jusqu'à sa libération par les Alliés.

### Après la guerre
À son retour à Niort, son action pendant la guerre lui vaut une grande notoriété, accrue par sa déportation. Il est élu conseiller municipal et le 27 octobre 1947 maire de Niort, avec 14 voix, contre Émile Bèche  (SFIO), maire sortant. Aux élections de 1953, il ne dispose plus que de 12 voix mais le Parti communiste et la SFIO ne peuvent s'entendre. Félix Lelant est réélu contre Émile Bèche (10 voix). Félix Lelant restera maire jusqu'à son décès. Pendant ses dix ans de mandat, correspondant à la Reconstruction et à la croissance démographique et économique, il développe particulièrement l'électrification, la voirie et les constructions scolaires de la ville. Il soutient la vie culturelle. En avril 1956 se tient à Niort un Congrès régional de la lecture publique, qui réunit un grand nombre d'acteurs régionaux et nationaux de la lecture, dont la Bibliothèque nationale, représentée par Julien Cain, son directeur général, en même temps directeur des Bibliothèques de France.
L'année suivant son élection à la mairie, Félix Lelant se présente au Sénat, alors Conseil de la République, et est élu le 7 novembre 1948, sous l'étiquette de Républicain Indépendant, après avoir fait campagne en répétant : La République, nous l'avons dans le sang. Il est réélu le 18 mai 1953.
Membre du groupe des Républicains Indépendants au sein du Centre national des indépendants et paysans (CNI), il est président du Groupe d'action réformatrice, membre de la commission des Affaires étrangères et de celle de l'Éducation nationale, des beaux-arts et des sports dont il devient vice-président en 1955. 
Il s'intéresse particulièrement à l'enseignement. Il est membre du conseil d'administration de l'Association parlementaire pour la liberté de l'enseignement et intervient sur de nombreux sujets comme le statut des intendants, celui des élèves des écoles normales supérieures, le développement de l'enseignement technique. Il est rapporteur de l'enseignement technique et fait construire à Niort un collège technique très novateur.
Félix Lelant décède à Niort d'une longue maladie le 10 juin 1957. Le premier adjoint sortant, Jean Caillet, maire intérimaire, se présente le 5 juillet à l'élection du nouveau maire par le Conseil municipal mais ne peut réunir que onze voix. Il va démissionner du Conseil ainsi que les autres adjoints sortants. L'ancien maire Émile Bèche réunit les voix de gauche et reprend la mairie, qui restera à gauche jusqu'en 2014. Le siège de Félix Lelant au Sénat passe à Jacques Ménard, maire de Thouars.

## Détail des fonctions et des mandats
Mandats parlementaires
- 7 novembre 1948 - 18 mai 1952 : sénateur des Deux-Sèvres
- 18 mai 1952 - 10 juin 1957 : sénateur des Deux-Sèvres

## Sources
- Dictionnaire des parlementaires français de 1940 à 1958, volume V, 434 p., La Documentation Française,  Paris, 1988  (ISBN 978-2110019981)
- Claude Gendron, Histoire de Niort, des origines à nos jours, 511 p., Projet Éditions, 1987
- André Texier, Essai d'histoire municipale de Niort entre les deux guerres, Éditions du Terroir, 1991.